# Ryan Suter

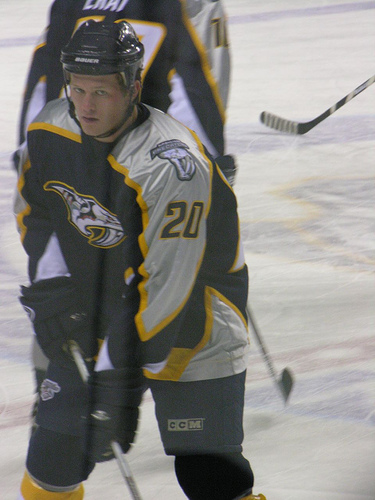
Ryan Suter med Nashville Predators.

Ryan Suter, född 21 januari 1985, är en amerikansk professionell ishockeyspelare som spelar för Dallas Stars. Han har tidigare spelat för Nashville Predators och Minnesota Wild. Han draftades i första rundan som sjunde spelare totalt av Predators vid NHL Entry Draft 2003.

## NHL

### Nashville Predators
Ryan Suter debuterade i NHL för Nashville Predators 5 oktober 2005 mot San Jose Sharks. Han gjorde en assist i matchen som Predators vann med 3-2. Suters första mål i NHL kom 21 december 2005 mot Chicago Blackhawks. Totalt säsongen 2005–06 gjorde han 1 mål och 15 assist på 71 matcher. Suters offensiva spel började komma i gång lite mer under hans andra år i ligan, 2006–07, då han gjorde 8 mål och 16 assist på 82 matcher. 2007 gjorde han också sitt första slutspel med Nashville Predators och gjorde ett mål i åttondelsfinalen mot San Jose Sharks, en matchserie som Predators förlorade med 4-1 i matcher. Säsongen 2007–08 gjorde Suter 7 mål och 24 assist på 76 matcher i grundserien, samt 1 mål och 1 assist i slutspelet. Nashville Predators förlorade åttondelsfinalen i slutspelet mot Detroit Red Wings med 4-2 i matcher.
Säsongen 2008–09 hade Suter en genomsnittlig istid på 24 minuter och 16 sekunder per match och hans offensiva produktion var 7 mål och 38 assist för 45 poäng på 82 matcher, men Nashville Predators kom sist i Central Division och missade slutspelet. Säsongen 2009–10 gjorde Suter 4 mål och 33 assist på 82 matcher. I slutspelet förlorade man i åttondelsfinalen mot Chicago Blackhawks med 4-2 i matcher och Suter gick poänglös från matchserien.
Säsongen 2010–11 hade Suter en genomsnittlig istid på 25 minuter och 12 sekunder per match och gjorde 4 mål och 35 assist på 70 matcher. I slutspelet vann Nashville Predators i åttondelsfinalen mot Anaheim Ducks med 4-2 i matcher innan man förlorade i kvartsfinalen mot Vancouver Canucks med 4-2 i matcher. På 12 slutspelsmatcher gjorde Suter 1 mål och 5 assist och snittade 28 minuter och 51 sekunder i istid per match.
Säsongen 2011–12 gjorde Suter personbästa 46 poäng i grundserien för Predators. I slutspelet åkte laget ut i andra rundan mot Phoenix Coyotes med 4-1 i matcher.

### Minnesota Wild
4 juli 2012 skrev Suter på som free agent för Minnesota Wild och blev där assisterande kapten.

## Internationellt
Suter spelade för USA i OS i Vancouver 2010 då man vann silver efter en dramatisk övertidsförlust i finalen mot Kanada. Suter var en av USA:s assisterande lagkaptener och gjorde 4 assist på 6 matcher. Han har också deltagit i fyra VM-turneringar. 2004 vann han JVM-guld med USA, landets första någonsin.

## Familj
Ryan Suters far Robert Suter var också ishockeyspelare och vann OS-guld med USA i Lake Placid 1980, det så kallade Miracle on Ice där USA besegrade det "omöjliga" Sovjetunionen. Ryan Suters farbror Gary Suter spelade 17 år i NHL för Calgary Flames, Chicago Blackhawks och San Jose Sharks och representerade USA i OS i Nagano 1998 samt i Salt Lake City 2002 då USA vann silver. Robert och Gary Suter var i likhet med Ryan Suter backar.

## Statistik

### Klubbkarriär
| 2003–04    | Wisconsin Badgers   | WCHA       | 39    | 3  | 16  | 19  | 93  | —  | — | —  | —  | —  |
| 2004–05    | Milwaukee Admirals  | AHL        | 63    | 7  | 16  | 23  | 70  | 7  | 1 | 5  | 6  | 16 |
| 2005–06    | Nashville Predators | NHL        | 71    | 1  | 15  | 16  | 66  | —  | — | —  | —  | —  |
| 2006–07    | Nashville Predators | NHL        | 82    | 8  | 16  | 24  | 54  | 5  | 1 | 0  | 1  | 8  |
| 2007–08    | Nashville Predators | NHL        | 76    | 7  | 24  | 31  | 71  | 6  | 1 | 1  | 2  | 4  |
| 2008–09    | Nashville Predators | NHL        | 82    | 7  | 38  | 45  | 73  | —  | — | —  | —  | —  |
| 2009–10    | Nashville Predators | NHL        | 82    | 4  | 33  | 37  | 48  | 6  | 0 | 0  | 0  | 0  |
| 2010–11    | Nashville Predators | NHL        | 70    | 4  | 35  | 39  | 54  | 12 | 1 | 5  | 6  | 6  |
| 2011–12    | Nashville Predators | NHL        | 79    | 7  | 39  | 46  | 30  | 10 | 1 | 3  | 4  | 4  |
| 2012–13    | Minnesota Wild      | NHL        | 48    | 4  | 28  | 32  | 28  | 5  | 0 | 0  | 0  | 4  |
| 2013–14    | Minnesota Wild      | NHL        | 82    | 8  | 35  | 43  | 34  | 13 | 1 | 6  | 7  | 4  |
| 2014–15    | Minnesota Wild      | NHL        | 77    | 2  | 36  | 38  | 48  | 10 | 0 | 3  | 3  | 0  |
| 2015–16    | Minnesota Wild      | NHL        | 82    | 8  | 43  | 51  | 30  | 6  | 0 | 3  | 3  | 4  |
| 2016–17    | Minnesota Wild      | NHL        | 82    | 9  | 31  | 40  | 36  | 5  | 1 | 2  | 3  | 10 |
| 2017–18    | Minnesota Wild      | NHL        | 78    | 6  | 45  | 51  | 34  | —  | — | —  | —  | —  |
| 2018–19    | Minnesota Wild      | NHL        | 82    | 7  | 40  | 47  | 41  | —  | — | —  | —  | —  |
| 2019–20    | Minnesota Wild      | NHL        | 69    | 8  | 40  | 48  | 12  | 3  | 0 | 1  | 1  | 0  |
| 2020–21    | Minnesota Wild      | NHL        | 56    | 3  | 16  | 19  | 12  | 7  | 0 | 1  | 1  | 0  |
| NHL totalt | NHL totalt          | NHL totalt | 1 198 | 93 | 514 | 607 | 667 | 88 | 6 | 26 | 31 | 44 |

### Internationellt
| År            | Lag           | Turnering     |               | Matcher | Mål | Assist | Poäng | Utv |
| ------------- | ------------- | ------------- | ------------- | ------- | --- | ------ | ----- | --- |
| 2002          | USA           | U18-VM        | 8             | 1       | 6   | 7      | 12    |     |
| 2003          | USA           | U18-VM        | 6             | 1       | 3   | 4      | 22    |     |
| 2003          | USA           | JVM           | 7             | 2       | 1   | 3      | 2     |     |
| 2004          | USA           | JVM           | 6             | 0       | 2   | 2      | 8     |     |
| 2005          | USA           | JVM           | 7             | 1       | 7   | 8      | 20    |     |
| 2005          | USA           | VM            | 1             | 0       | 0   | 0      | 0     |     |
| 2006          | USA           | VM            | 7             | 1       | 1   | 2      | 10    |     |
| 2007          | USA           | VM            | 7             | 1       | 2   | 3      | 12    |     |
| 2009          | USA           | VM            | 9             | 1       | 2   | 3      | 8     |     |
| 2010          | USA           | OS            | 6             | 0       | 4   | 4      | 2     |     |
| 2014          | USA           | OS            | 6             | 0       | 3   | 3      | 4     |     |
| 2016          | USA           | WCH           | 3             | 0       | 1   | 1      | 0     |     |
| 2019          | USA           | VM            | 8             | 0       | 5   | 5      | 4     |     |
| Junior totalt | Junior totalt | Junior totalt | Junior totalt | 41      | 7   | 22     | 29    | 68  |
| Senior totalt | Senior totalt | Senior totalt | Senior totalt | 47      | 3   | 18     | 21    | 40  |